# Václav Bříza
Václav Bříza (13. srpna 1928 – 12. července 2017) byl český mistr bojových umění (5. Dan ČSJu), judistický trenér oddílu AC Sparta Praha a dlouholetý šéftrenér československé judistické reprezentace mezi lety 1962 až 1970.
V roce 1953 patřil k zakládajícím členům judistického oddílu AC Sparta Praha (tehdy Spartak Praha ČKD-Sokolovo). Jeho osobním trenérem byl Karel Zrůbek. Od druhé poloviny padesátých let dvacátého století se začal intenzivně věnovat trenérské práci v oddíle. Patřil k prvním specialistům na dorosteneckou a juniorskou věkovou kategorii v Praze. Jeho nejznámějším svěřencem, dorostencem (juniorem) byl Petr Rychlý, medailista z juniorských mistrovství Evropy. V mužích se pod jeho oddílovým vedením ve Spartě v reprezentaci prosadili například Ludvík Wolf, František Jelen, Vladimír Procházka nebo později Stanislav Tůma. 
Od roku 1962 do roku 1970 vedl jako šéftrenér (tehdy předseda ústřední trenérské rady) československou reprezentaci mužů. V jeho úspěchům patří třetí místo Františka Kuny s mistrovství Evropy v Essenu v roce 1962 nebo třetí místo Michala Vachuna z  mistrovství Evropy v Madridu v roce 1965. V druhé polovině šedesátých let nezachytil jako šéftrenér reprezentace aktuální trend světového judo po zařazení do programu letních olympijských her. K velkým kritikům jeho práce patřil Petr Jákl st. Pro československé judo bylo v období 1966 až cca 1972 úspěchem výhra alespoň v úvodním kole velkého mezinárodního turnaje.
V roce 1968 vedl společně s Janem Reysserem první trenérsko-metodické kurzy v Rumunsku.
V sedmdesátých letech dvacátého století se věnoval výhradně trenérské práci v oddíle Sparty Praha. Patřil k prvním trenérům v Praze specializujících se na ženské sportovní judo (80. léta dvacátého století).